# كأس الأربعة الكبار (أيرلندا الشمالية)
كأس الأربعة الكبار لكرة القدم هي عبارة عن مسابقة كرة قدم لعبت بين الأندية الأربعة الأولى في الدوري الأيرلندي من 1965-66 إلى 1968-1969. كانت المسابقة عبارة عن مرحلة خروج المغلوب، تتكون من نصف نهائي ونهائي.

## النتائج النهائية
| الموسم    | الفائز    | نتيجة | المركز الثاني | مكان               |
| --------- | --------- | ----- | ------------- | ------------------ |
| 1965-1966 | ديري سيتي | 2 – 1 | لينفيلد       | The Oval، بلفاست   |
| 1966-1967 | لينفيلد   | 2 – 1 | كوليرين       | Solitude، بلفاست   |
| 1967-1968 | لينفيلد   | 3 – 1 | كوليرين       | Solitude، بلفاست   |
| 1968-1969 | كوليرين   | 1 – 0 | لينفيلد       | The Oval, ، بلفاست |

## الروابط الخارجية
نتائج الكأس الأربعة الأولى في مشروع نادي كرة القدم الأيرلندي